# Кейв (Міссурі)
Кейв (англ. Cave) — селище (англ. village) в США, в окрузі Лінкольн штату Міссурі. Населення — 0 осіб (2020).

## Географія
Кейв розташований за координатами 39°1′25″ пн. ш. 91°2′32″ зх. д. / 39.02361° пн. ш. 91.04222° зх. д. (39.023568, -91.042157).  За даними Бюро перепису населення США в 2010 році селище мало площу 2,57 км², з яких 2,49 км² — суходіл та 0,08 км² — водойми.

### Клімат
| Клімат : Кейв           | Клімат : Кейв | Клімат : Кейв | Клімат : Кейв | Клімат : Кейв | Клімат : Кейв | Клімат : Кейв | Клімат : Кейв | Клімат : Кейв | Клімат : Кейв | Клімат : Кейв | Клімат : Кейв | Клімат : Кейв | Клімат : Кейв |
| Показник                | Січ.          | Лют.          | Бер.          | Квіт.         | Трав.         | Черв.         | Лип.          | Серп.         | Вер.          | Жовт.         | Лист.         | Груд.         | Рік           |
| Абсолютний максимум, °C | 24,4          | 26,7          | 31,1          | 34,4          | 35,0          | 42,8          | 42,2          | 41,1          | 38,3          | 34,4          | 29,4          | 23,9          | 42,8          |
| Середній максимум, °C   | 6,1           | 8,3           | 15,0          | 21,1          | 25,6          | 30,0          | 32,2          | 31,7          | 27,2          | 21,1          | 14,4          | 7,2           | 20,1          |
| Середній мінімум, °C    | −4,4          | −2,2          | 2,2           | 7,8           | 12,8          | 17,8          | 20,6          | 18,9          | 13,9          | 7,8           | 2,2           | −2,8          | 7,9           |
| Абсолютний мінімум, °C  | −26,7         | −24,4         | −17,2         | −6,1          | 0,6           | 7,2           | 10,0          | 7,8           | 0,0           | −5            | −14,4         | −30           | −30           |
| Норма опадів, мм        | 59            | 56            | 84            | 93            | 108           | 99            | 90            | 68            | 75            | 74            | 84            | 62            | 952           |
| ----------------------- | ------------- | ------------- | ------------- | ------------- | ------------- | ------------- | ------------- | ------------- | ------------- | ------------- | ------------- | ------------- | ------------- |
| Джерело: MSN Weather    |               |               |               |               |               |               |               |               |               |               |               |               |               |

## Демографія
Згідно з переписом 2010 року, у місті мешкало 5 осіб у 3 домогосподарствах у складі 2 родин. Густота населення становила 2 особи/км².  Було 6 помешкань (2/км²).
Расовий склад населення:
| - 100,0 % — білих |

До двох чи більше рас належало 0,0 %. Частка іспаномовних становила 0,0 % від усіх жителів.
За віковим діапазоном населення розподілялося таким чином: 0,0 % — особи молодші 18 років, 80,0 % — особи у віці 18—64 років, 20,0 % — особи у віці 65 років та старші. Медіана віку мешканця становила 61,5 року. На 100 осіб жіночої статі у місті припадало 150,0 чоловіків;  на 100 жінок у віці від 18 років та старших — 150,0 чоловіків також старших 18 років.
Цивільне працевлаштоване населення становило 0 осіб. 